# Китайгородська волость (Липовецький повіт)
Китайгородська волость — адміністративно-територіальна одиниця Липовецького повіту Київської губернії з центром у містечку Китайгород.
Станом на 1886 рік складалася з 7 поселень, 7 сільських громад. Населення — 4853 особи (2371 чоловічої статі та 2482 — жіночої), 583 дворових господарства.
|                     | Площа, десятин | У тому числі орної, дес. |
| ------------------- | -------------- | ------------------------ |
| Сільських громад    | 2583           | 1460                     |
| Приватної власності | 4946           | 2255                     |
| Іншої власності     | 158            | 118                      |
| Загалом             | 7687           | 3833                     |

Поселення волості:
- Китайгород — колишнє власницьке містечко при річці Сорока за 48 версти від повітового міста, 970 осіб, 143 двори, православна церква, синагога, єврейський молитовний будинок, школа, 14 постоялих дворів, 4 постоялих будинки, 16 лавок, ярмарки через 2 тижні. За 4 версти — бурякоцукровий завод. За 9 верст — винокурний завод з 2 водяними млинами. За 10 верст — сільсько-господарський механічний завод.
- Бондурська Шура — колишнє власницьке село при ярі Монастирище, 212 осіб, 37 дворів, православний молитовний будинок.
- Бондурі — колишнє власницьке село при струмкові Бобушка, 770 осіб, 112 дворів, православна церква, школа та водяний млин.
- Копіївка — колишнє власницьке село при річці Соб, 720 осіб, 109 дворів, православна церква та постоялий будинок.
- Тодорівка — колишнє власницьке село при річці Білка, 523 особи, 74 двори, православна церква та постоялий будинок.

Наприкінці ХІХ ст. волость було ліквідовано, поселення увійшли до складу Дашівської (Китайгород, Копіївка) та новоствореної Юрківської (Бондурі, Бондурська Шура, Тодорівка) волостей.